# H1クラス (階級)
H1クラス（エイチワン クラス）はパラサイクリングの階級のひとつ。脊髄損傷、脳性麻痺などさまざまな種の障がいのある選手が参加する。レースで使用するハンドサイクルは、AP2リカンベントとAP3リカンベントがある。パラリンピック種目として競い合い、国際自転車競技連合（UCI）が国際ランキングを決定する。

## 定義

H1クラスの機動範囲

国際自転車競技連合は、H1クラス を次のように定義する。
- 四肢麻痺C6以上および重度のアテトーゼ／運動失調／ジストニア[1]。
- 頸部（けいぶ）全体の病変に対応する機能障害を伴うC6以上の四肢麻痺。
- 体幹の安定性と下肢機能の完全な喪失。
- 肘の伸展が限定的で筋肉スコアが6（左右の上腕三頭筋の合計）。
- 握力の限定。
- 脊髄損傷はないが、スポーツクラスH1-1と同等の機動プロファイル
- 交感神経系の障害。
- リカンベントポジションのハンドバイクが必須（APバイク） 。
- 重度のアテトーゼ／運動失調／ジストニアおよび肘伸展の制限。
- 非対称または対称の四肢麻痺で、上肢および下肢にグレード3超の痙縮を伴う。

UCIは、これらのコード化は男女の別をつけMH1（男子）およびWH1（女子）と命名するよう推奨する。

## 障がいの分類

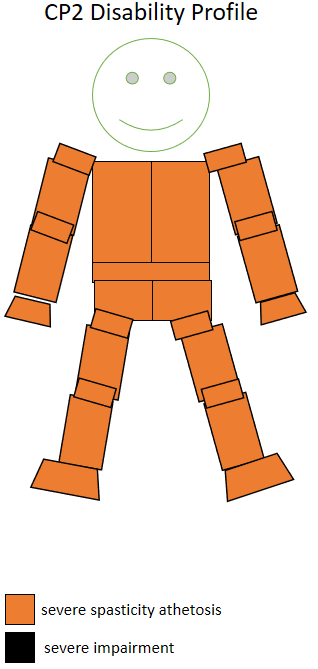
CP2スポーツ選手の痙性アテトーゼの部位と程度

脳性麻痺の選手にとって参加資格のあるクラスのひとつで、CP または ISRA CP2に分類された選手権を含める。CP2選手は全員、ヘルメット着用が義務で、クラスの指定色は赤。
CP2選手には日常に電動車椅子を使い、揺れやけいれんを制御して日々を送る傾向が見られる。この種目はエネルギー代謝を急上昇させる可能性がある。手動車椅子の操作ができる選手でも運動機能の制御が制限され、この課題は手足のすべてまたはほとんどに影響する。スポーツする場合、CP2選手のエネルギー消費量は少ない傾向がある。

## 自転車

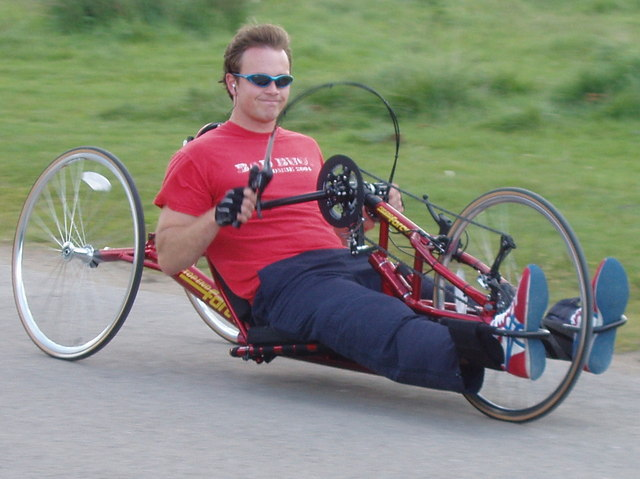
AP2ハンドサイクル

この階級では「AP2リカンベント」と呼ばれるパラサイクルを使い、ラーメン構造のフレームは傾斜角30度で背もたれをやや倒した競技用モデルを指す。また「AP3ハンドサイクル」の使用も認めており、競技用の剛性のあるフレームは傾斜角0度でリクライニングシートを備える。

ハンドサイクル競技ではそれぞれのクラスごとに、H2クラスはH1クラス同様にAP1とAP2、H3はAP2とAP3およびATP2、H4はATP3のハンドサイクルを使うことができる。

## 階級の変遷
サイクリングを初めて正式種目に採用したのは1988年夏季パラリンピックである。スイスで2006年9月に会議を開き、パラサイクリングの審査は国際パラリンピック委員会（国際サイクリング委員会）の手を離れ、審査機関 はUCIに変わり、パラサイクリング階級の統括権も移管された。

## パラリンピック種目
2016年夏季パラリンピック（リオデジャネイロ）に先立ち、国際パラリンピック委員会の方針でゼロ分類を採用した。この方針により2014年以降、選手がトレーニングや準備に受ける悪影響の予防を目的として、原則として直前のクラス変更はできなくなった。すべての競技者はパラリンピック大会前に階級ステータスの確認を受け、世界的な登録を済ませることを求め、事案はケースバイケースで扱われる。

## ランキング
この分類の男子ランキングは以下のとおり（2012年6月時点）。
| 順位    | 氏名                           | 国家         | ポイント | 備考 |
| ------- | ------------------------------ | ------------ | -------- | ---- |
| 01（1） | ロドルフ・セシヨン             | フランス     | 67       |      |
| 02（-） | マーク・ロハン（英語）         | アイルランド | 63       |      |
| 03（-） | ヤコブ・ライオン               | イスラエル   | 63       |      |
| 04（3） | クリストフ・ヒンドリック       | ベルギー     | 59       |      |
| 05（-） | ヴォルフガング・シャタウアー   | オーストリア | 54       |      |
| 06（5） | パトリック・パスカル           | フランス     | 53       |      |
| 07（-） | ロバート・ラブベ               | カナダ       | 52       |      |
| 08（2） | アラン・クイット               | フランス     | 47       |      |
| 09（-） | トビアス・ファンクハウザー     | スイス       | 40       |      |
| 10（4） | クリストフ・マーシャル         | フランス     | 18       |      |
| 11（-） | マルティン・コヴァール         | チェコ       | 17       |      |
| 12（-） | クリストフ・エツルストルファー | オーストリア | 17       |      |
| 13（-） | Pavel Folt Ýn                  | チェコ       | 06       |      |
| 13（-） | オマール・リザト               | イタリア     | 06       |      |
| 15（-） | Torben Bröer                   | ドイツ       | 05       |      |
| 16（-） | アッティリオ・コルテッロ       | イタリア     | 04       |      |
| 17（-） | イヴァノダ・カナール           | イタリア     | 03       |      |
| 17（-） | フェデリコ・ビリャ             | イタリア     | 03       |      |

## 認定
パラサイクリング世界選手権の階級は認定機関UCIに審査を申し込むと、2件超の審査委員会によって審査される。審査委員は選手との個人的な関わりを禁じられ、また世界選手権との関係は階級決定に限定される。国内大会の階級分類は各国の自転車連盟が担当し、多くの場合、評価の観点は機能、技術、観察の3つを基準とする。

## 関連資料
- 日本オリンピック・アカデミー（監修）『ルールと見どころ!オリンピック・パラリンピック全競技』第1巻、ポプラ社、2018年。児童書。全国書誌番号:23033788、ISBN 978-4-591-15735-0。
- 飯島誠「講演 自転車競技を楽しもう (日本大学国際関係学部生活科学研究所2019年度シンポジウム報告 スポーツと人間 : オリンピック・パラリンピックがやってくる!)」『日本大学国際関係学部生活科学研究所報告』第42号、日本大学、2019年、p. 26-34。ISSN 0915-115X。
- 「第2章 オリンピックに関するデータ・調査 §§1 東京オリンピック・パラリンピックに関する世論調査」『余暇・レジャー&観光総合統計 : 使えるデータ満載!! 2020-2021』三冬社、2019年。全国書誌番号:23258863、ISBN 978-4-86563-048-0。
  - 「図表2-2-2 パラリンピックにおける日本人選手のメダル獲得数・獲得率」p70。
  - 「東京オリンピック・パラリンピック2020の競技一覧」「図表2-3-1」
- 日本経済新聞社（編）『日経業界地図 2020年版』日本経済新聞出版社、2019年。全国書誌番号:23261488、ISBN 978-4-532-32293-9。
  - 「東京オリンピック・パラリンピック」p. 25(6)
  - 「二輪車・自転車」p. 48(22)
- 増本達哉、青柳秀幸、田原淳子「2020年東京オリンピック・パラリンピック競技大会を契機とした大学と地方公共団体における連携事業の成果と課題 : 自転車競技ロードレースに着目したトークイベントを事例として」『体育・スポーツ科学研究』第20号、2020年、 p. 1-22。ISSN 1880-9316。
- 松倉信裕「オリンピック・パラリンピック(8)風と共に進め!自転車競技 様々な抵抗との闘いの歴史」『表面と真空 = Vacuum and surface science』第63巻第8号、日本表面科学会（編）、2020年8月、p. 441-444。ISSN 2433-5835。